# 法兰西地区马雷伊
法兰西地区马雷伊（法語：Mareil-en-France，法語發音：[maʁɛj ɑ̃ fʁɑ̃s] ⓘ）是法国法蘭西島大區瓦兹河谷省的一个市镇，位于该省东部，属于萨塞勒区。

## 地理
法兰西地区马雷伊（49°4'11"N, 2°25'33"E）面积7 平方千米，位于法国法蘭西島大區瓦兹河谷省，该省份为法国北部内陆省份，北起瓦兹省，西接厄尔省，南至塞纳-圣但尼省、上塞纳省和伊夫林省，东临塞纳-马恩省。
与法兰西地区马雷伊接壤的市镇（或旧市镇、城区）包括：雅尼苏布瓦、法兰西地区沙特奈、埃皮奈尚普拉特勒、帕里西地区丰特奈、勒梅尼勒欧布里、维利耶勒塞克。

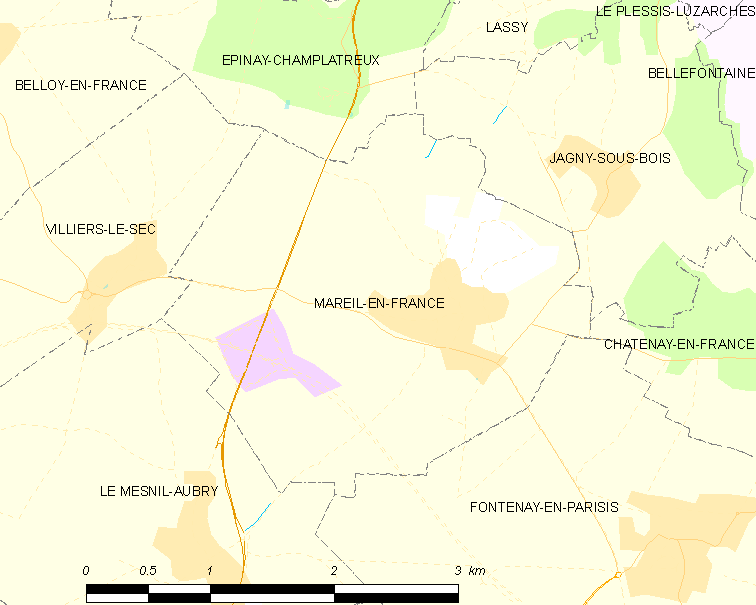
法兰西地区马雷伊的OSM定位图

法兰西地区马雷伊的时区为UTC+01:00、UTC+02:00（夏令时）。

## 行政
法兰西地区马雷伊的邮政编码为95850，INSEE市镇编码为95365。

## 政治
法兰西地区马雷伊所属的省级选区为福斯县。

## 人口

1962-2008年间法兰西地区马雷伊人口变化图示

法兰西地区马雷伊于2022年1月1日时的人口数量为721人。